# Ramsauer Torf
Ramsauer Torf este o arie protejată (arie specială de conservare — SAC, sit de importanță comunitară — SCI) din Austria întinsă pe o suprafață de 2,3 ha, integral pe uscat.

## Localizare
Centrul sitului Ramsauer Torf este situat la coordonatele 47°24′15″N 13°40′45″E / 47.4041°N 13.6791°E.

## Înființare
Situl Ramsauer Torf a fost declarat sit de importanță comunitară în iulie 1998 pentru a proteja un număr necunoscut de specii din flora spontană și fauna sălbatică aflate în arealul zonei. Situl a fost protejat și ca arie specială de conservare în martie 2006.

## Biodiversitate
Situată în ecoregiunea alpină, aria protejată conține 3 habitate naturale: Turbării active, Mlaștini turboase de tranziție și turbării mișcătoare, Mlaștini împădurite.
La baza desemnării sitului se află un număr nedeclarat de specii protejate.
Pe lângă speciile protejate, pe teritoriul sitului au mai fost identificate 13 specii de plante, 2 specii de nevertebrate.